# Rockit (album)
Pour les articles homonymes, voir Rockit.
Albums de Chuck Berry
Chuck Berry
(1975) Chuck
(2017)
Singles
1. Oh What a Thrill / California
Sortie : 1979

Rockit est un album du guitariste, chanteur et auteur-compositeur américain Chuck Berry sorti en 1979 chez Atco Records. 
Il s'agit de son unique album pour ce label discographique, et son dernier jusqu'en 2017.

## Production
Le second contrat de Chuck Berry avec son premier label discographique, Chess Records, prend fin en 1975 avec l'album Chuck Berry. Il signe un nouveau contrat avec Atco Records, succursale d'Atlantic Records, qui publie le 45 tours Oh What a Thrill / California, puis l'album Rockit en 1979. La promotion de l'album est entravée par les problèmes juridiques du chanteur : accusé d'évasion fiscale par l'IRS, il plaide coupable et passe quatre mois en prison au Federal Correctional Institution de Lompoc, en Californie. Rockit reste ainsi son unique album pour Atco, et son dernier album studio jusqu'à la parution de Chuck en 2017.

## Liste des titres
Toutes les chansons sont écrites et composées par Chuck Berry.

### Face 1
1. Move It – 2:31
2. Oh What a Thrill – 3:08
3. I Need You Baby – 3:11
4. If I Were – 3:04
5. House Lights – 4:30

### Face 2
1. I Never Thought – 3:52
2. Havana Moon – 5:08
3. Wuden't Me – 2:42
4. California – 2:19
5. Pass Away – 5:35

## Musiciens
- Chuck Berry - chant, guitare
- Johnnie Johnson - piano
- Jim Marsala - basse
- Bob Wray - basse
- Kenny Buttrey - batterie